# Formula 2
Formula 2 je klasa jednosjeda u automobilizmu kodificirana 1948. 

## Prvenstva

### Ostala prvenstva

#### Trophées de France
Trophées de France je bilo popularno prvenstvo koje se održavalo u Francuskoj između 1964. i 1967. u bolidima Formule 2. Jack Brabham je osvojio dva naslova 1964. i 1966. u bolidima Brabham-Cosworth i Brabham-Honda, dok je Jochen Rindt 1967. osvojio naslov u bolidu Brabham-Cosworth. Jedini prvak u bolidu koji nije bio Brabhamov, bio je Jim Clark, koji je 1965. osvojio naslov u bolidu Lotus-Cosworth. Denny Hulme je 1964. i 1966. bio viceprvak. Osim navedene četvorke, u natjecanju su sudjelovali: Jackie Stewart, Graham Hill, Jacky Ickx, Jean-Pierre Beltoise, Pedro Rodríguez, Chris Amon i drugi. Prvenstvo se vozilo na francuskim stazama Pau, Reims, Albi, Clermont-Ferrand, Montlhéry, Le Mans, Rouen-Les-Essarts i na njemačkom AVUS-u. Nakon što je 1967. formirana Europska Formula 2, prvenstvo Trophées de France je ukinuto.

## Vanjske poveznice
- Formula 2 - službena stranica